# Miltonduff
Miltonduff est une distillerie de whisky située près du village d'Elgin dans le Speyside, en Écosse.

## Histoire
La distillerie Miltonduff a été construite en 1824 sur un terrain de l'abbaye bénédictine de Pluscarden. Aujourd'hui il n'y a plus de lien entre la distillerie et l'abbaye, mais le nom de cette dernière apparaît toujours sur les caisses de Miltonduff. Durant les années 1930 et 1970 la distillerie a fait l'objet d'importantes rénovations.
Le whisky qui y est produit est un élément central des blends Ballantine's.

## Embouteillage officiel
- Miltonduff 10-year-old, 40 Vol%
- Miltonduff 15-year-old, Special Distillery Bottling, 46 Vol%
- Miltonduff 1968, Gordon & MacPhail, 40 Vol%
- Mosstowie 1979, Gordon & MacPhail, Connoisseurs Choice, 40 Vol%
- Miltonduff 1968, 40 Vol%